# Darling Légitimus
Marie Berthilde Paruta , més coneguda com a Darling Légitimus, (Le Carbet, Martinica, 21 de novembre de 1907 - Le Kremlin-Bicêtre, 7 de desembre de 1999) fou una actriu i cantant francesa. Darling Légitimus va debutar amb setze anys amb La revue nègre de Joséphine Baker. Es va convertir en una de les actrius negres més conegudes a França. Actuà juntament amb moltes grans figures franceses com Simone Signoret, Yves Montand, Charles Vanel, Brigitte Bardot, Marlon Brando o Fernandel. El seu èxit com a actriu de cinema va ser l'any 1983 amb Rue Cases-Nègres, quan tenia ja 76 anys.

## Biografia
Encara que nascuda a Martinica, Mathilda Paruta passa la seva infantesa a Caracas a Veneçuela.
Arriba a París amb setze anys, desitjant ser ballarina. Coneix Étienne Légitimus, fill del diputat Hégésippe Jean Légitimus; esdevé la seva companya i tindran cinc nens.
Molt de temps coneguda sota el nom de Miss Darling, va escollir després Darling Légitimus com a nom d'artista. Balla a la Revista negra de Joséphine Baker i posa per al pintor Picasso i l'escultor Paul Belmondo (el pare de Jean-Paul Belmondo).
Durant els anys 1930, Darling és autora, compositora i intèrpret de cançons antillanees, de biguine i de masurca. Actua sovint envoltada de molts músics reputats de l'època, com Pe En Kin Sosso i la seva orquestra.
És presenta al cinema de 1933 a 1983; ha estat dirigida sobretot per Raymond Rouleau a Les Bruixes de Salem, amb Simone Signoret i Yves Montand, i per Henri-Georges Clouzot al Salari de la por, així com per Sacha Guitry, per Jean-Claude Brialy, per Bernardo Bertolucci, etc.
Als anys 1950,actua al teatre, en peces de Jean Genet (Els Negres) i d'Aimée Césaire.
Als anys 1960, participa en diverses produccions de la ORTF, com el telefilm de Jean-Christophe Averty, Les Verts Pâturages.
L'any 1983, amb 76 anys, obté la Copa Volpi a la millor actriu a la 40a Mostra de Venècia gràcies a la seva interpretació a Rue Cases-Nègres, realitzat per la cineasta de Martinica Euzhan Palcy.
Ha tractat al llarg de la seva vida un gran nombre d'il·lustres actors, entre els quals Arletty, Fernandel, Marlon Brando i Pierre Brasseur.
L'any 1998, rep la insígnia del cavaller de l'ordre nacional de la Legió d'Honor.
Desapareix l'any 1999 sense haver tornat a actuar des de Rue Cases-Nègres malgrat les esperances que deixava presagiar el seu premi obtingut a Venècia. Les seves cendres han estat dipositades al columbarium del Cementiri del Père-Lachaise (casa 16411).
En la cerimònia dels Premis César de l'any 2000, l'escriptora Calixthe Beyala i l'actor antillà Luc Saint-Éloy, representants del « col·lectiu Llibertat », han pujat a escena per reivindicar una més gran presència de les minories a les pantalles franceses, i han retut un homenatge públic a Darling Légitimus, que els organitzadors de la cerimònia havien omès de citar entre els actors desapareguts en el transcurs de l'any precedent.

## Filmografia
- Les perles de la couronne (1937)
- Casimir (1950)
- Le salaire de la peur (1953)
- Napoleon (1955)
- Les sorcières de Salem (1957)
- El bulevar del ron (1971)
- L'últim tango a París (1972)
- Rue cases-nègres (1983)